# Sulayman Jallow
Sulayman Jallow (sinh ngày 30 tháng 11 năm 1996) là một cầu thủ bóng đá người Gambia hiện đang thi đấu ở vị trí tiền đạo cho câu lạc bộ Latina tại Serie C bảng C.

## Sự nghiệp thi đấu
Anh ta ra mắt Serie C cho Viterbese vào ngày 5 tháng 2 năm 2017 trong trận gặp Prato.
Ngày 31 tháng 1 năm 2020, anh ký hợp đồng với câu lạc bộ Milano City tại Serie D.
Ngày 31 tháng 1 năm 2023, Jallow quay trở lại Viterbese.